# José Luis Núñez
José Luis Núñez Clemente, también conocido en catalán como Josep Lluís Núñez (Ortuella, 7 de septiembre de 1931-Barcelona, 3 de diciembre de 2018) fue un empresario español, presidente del Fútbol Club Barcelona entre 1978 y 2000 y fundador, junto a su esposa, del Grupo Núñez y Navarro, empresa constructora, promotora e inmobiliaria de Barcelona que cuenta con divisiones de hoteles, aparcamientos, oficinas, naves y rehabilitación de edificios. Como presidente del Fútbol Club Barcelona fue la persona que más tiempo estuvo al frente del equipo catalán, 22 años, y también el que más títulos consiguió durante su mandato —140 en total—.

## Presidencia del F. C. Barcelona
José Luis Núñez inició oficialmente su mandato como 35.º presidente de la historia del F. C. Barcelona. Pero fue el 6 de mayo de 1978, día de la convocatoria electoral, cuando de hecho se convirtió en presidente del club. Núñez, que nunca había sido directivo de la entidad barcelonesa, presentó su candidatura a aquellas elecciones siendo un desconocido para los socios del club. Su eslogan electoral «Per un Barça triomfant [Por un Barça triunfante]», su ambición y juventud —era, con 46 años, el candidato más joven— convencieron a la mayoría de la masa electoral: consiguió 10 352 votos, frente a los 9537 de Ferran Ariño y a los 6202 de Nicolau Casaus, a quien incorporó en su junta como vicepresidente.

### Masa social
Núñez siempre mantuvo que, para que el F. C. Barcelona fuese fuerte económicamente, debía ser fuerte socialmente y tener el más alto número de socios posible. El club tenía a finales de 1978, cuando Núñez accedió a la presidencia, 77 905 socios. En el año 2000, cuando abandonó la presidencia, el club contaba con más de 106 000 socios, lo que le convertía en la mayor entidad deportiva de España y una de las más grandes del mundo en número de asociados. Este espectacular aumento del número de socios fue posible gracias a las ampliaciones del Camp Nou, a la política de contratación de grandes jugadores que atrajesen al público y a una política de abonos a bajo precio. Los abonos al Camp Nou, que permitían el libre acceso a todos los partidos de la temporada, incluidas las competiciones europeas, siempre estuvieron comparativamente por debajo de los precios de los abonos del resto de grandes clubes europeos.
Otro de los fenómenos que caracterizaron la presidencia de Núñez fue el espectacular número de peñas de aficionados del club. En 1978 el club tenía 96 peñas, todas en territorio español; en el año 2000 superaba las 1300, repartidas por países de los cinco continentes. Núñez puso especial énfasis en cuidar a las peñas, entendidas como embajadoras del club. En ese sentido, potenció las ayudas a las peñas y el encuentro mundial de peñas barcelonistas que se celebraba cada año.

### Patrimonio del club
Uno de los hechos que se coincide en destacar de la gestión de Núñez es el incremento patrimonial que disfrutó el club: remodeló y amplió el estadio del Camp Nou en diversas ocasiones hasta situarlo en un aforo de 125 000 espectadores y convertirlo en uno de los recintos deportivos más destacados de Europa. También construyó el Miniestadi en 1982, creó el Museo del Fútbol Club Barcelona en 1984, remodeló el Palau Blaugrana, para ampliar su aforo hasta los 8500 espectadores, y creó una residencia para los jugadores de la cantera en La Masía en 1979. En los últimos años de su mandato, compró los terrenos de San Juan Despí, donde concibió la construcción de la Ciudad Deportiva Joan Gamper, cuyas obras comenzarían meses después de su dimisión.
Según datos del club, el F. C. Barcelona tenía un patrimonio en 1978 de 13 081 436 pesetas, y a finales del año 2000 superaba los 12 000 millones de pesetas.

### Economía
El mayor éxito que se le atribuye a José Luis Núñez es su gestión económica. A lo largo de sus 22 años como presidente, logró convertir el club en uno de los más potentes del mundo desde el punto de vista económico. A pesar de las grandes inversiones tanto patrimoniales como en fichajes de jugadores, logró cerrar con superávits todos los ejercicios de su gestión. Además de los ingresos logrados gracias al incremento del número de socios y a la venta de entradas, Núñez fue pionero en España a la hora de sacar rendimiento y explotar lo que él denominó «ingresos atípicos»: derechos de televisión, derechos de imagen de los jugadores, explotación de la publicidad estática y explotación del comercialización. Lo único que siempre mantuvo al margen de la publicidad fue la camiseta del primer equipo de fútbol, hecho que convirtió al F. C. Barcelona en el único club profesional de Europa que no lucía publicidad en su camiseta, junto al Athletic Club.
Su buena gestión económica permitió que el F. C. Barcelona fuese uno de los únicos cuatro clubes de España que no fueron obligados a convertirse en sociedad anónima deportiva.
El interés de Núñez por conseguir los máximos beneficios económicos también le valió, en cambio, algunas críticas. Su dureza a la hora de renovar a los jugadores y aumentarles el sueldo le valió numerosas críticas. El propio entrenador Johan Cruyff manifestó en diversas ocasiones que «el dinero debía estar en el campo, no en el banco». La política de contención salarial causó la marcha de grandes jugadores como Diego Armando Maradona, Schuster, Luis Milla, Ronaldo, Stoichkov, lo que le valió duras críticas por parte de los medios de comunicación y la afición.

### Títulos conseguidos por el club bajo su presidencia
A lo largo de los 22 años —22 temporadas— de su mandato, entre 1978 y 2000, el F. C. Barcelona conquistó 140 títulos oficiales entre las cuatro secciones profesionales:
- Sección de fútbol: 27 títulos
  - 7 Liga española: 1984-85, 1990-91, 1991-92, 1992-93, 1993-94, 1997-98 y 1998-99.
  - 6 Copa del Rey: 1980-1981, 1982-1983, 1987-1988, 1989-1990, 1996-1997 y 1997-1998.
  - 2 Copa de la Liga de España: 1983 y 1986.
  - 5 Supercopa de España: 1983, 1991, 1992, 1994 y 1996.
  - 1 Copa de Europa / Liga de Campeones de la UEFA: 1991-92.
  - 4 Recopa de la UEFA: 1978-79, 1981-82, 1988-89 y 1996-97.
  - 2 Supercopa de la UEFA: 1992 y 1997.

- Sección de baloncesto: 26 títulos
  - 10 Liga ACB: 1981, 1983, 1987, 1988, 1989, 1990, 1995, 1996, 1997 y 1999.
  - 9 Copa del Rey: 1978-1979, 1979-1980, 1980-1981, 1981-1982, 1982-1983, 1986-1987, 1987-1988, 1990-1991 y 1993-1994.
  - 2 Recopa de Europa: 1985 y 1986.
  - 2 Copa Korać: 1987 y 1999.
  - 1 Supercopa de Europa: 1986-1987.
  - 1 Campeonato Mundial de Clubes: 1984-1985.
  - 1 Supercopa de España: 1987-1988.

- Sección de balonmano: 50 títulos
  - 13 Liga Asobal: 1979-1980, 1981-1982, 1985-1986, 1987-1988, 1988-1989, 1989-1990, 1990-1991, 1991-1992, 1995-1996, 1996-1997, 1997-1998, 1998-1999 y 1999-2000.
  - 10 Copa del Rey: 1982-1983, 1983-1984, 1984-1985, 1987-1988, 1989-1990, 1992-1993, 1993-1994, 1996-1997, 1997-1998 y 1999-2000.
  - 9 Supercopa de España: 1986-1987, 1988-1989, 1989-1990, 1990-1991, 1991-1992, 1993-1994, 1996-1997, 1997-1998 y 1999-2000.
  - 3 Copa ASOBAL: 1994-1995, 1995-1996 y 1999-2000.
  - 6 Copa de Europa: 1990-1991, 1995-1996, 1996-1997, 1997-1998, 1998-1999 y 1999-2000.
  - 5 Recopa de Europa: 1983-1984, 1984-1985, 1985-1986, 1993-1994 y 1994-1995.
  - 4 Supercopa de Europa: 1996-1997, 1997-1998, 1998-1999 y 1999-2000.

- Sección de hockey sobre patines: 37 títulos
  - 10 OK Liga: 1978-1979, 1979-1980, 1980-1981, 1981-1982, 1983-1984, 1984-1985, 1995-1996, 1997-1998, 1998-1999 y 1999-2000.
  - 7 Copa del Rey: 1978-1979, 1980-1981, 1984-1985, 1985-1986, 1986-1987, 1993-1994 y 1999-2000.
  - 9 Copa de Europa: 1978-1979, 1979-1980, 1980-1981, 1981-1982, 1982-1983, 1983-1984, 1984-1985, 1996-1997 y 1999-2000.
  - 1 Recopa de Europa: 1986-1987.
  - 8 Supercopa de Europa: 1979-1980, 1980-1981, 1981-1982, 1982-1983, 1983-1984, 1984-1985, 1996-1997 y 1999-2000.
  - 1 Copa Intercontinental: 1997-1998.
  - 1 Copa Ibérica: 1999-2000.

### El equipo de fútbol
Durante sus 22 años de presidencia —21 temporadas futbolísticas—, el primer equipo del F. C. Barcelona consiguió 30 títulos —7 Ligas, 6 Copas del Rey, 5 Supercopas de España, 2 Copas de la Liga, 1 Copa de Europa, 4 Recopas, 2 Supercopas de Europa y 3 Copas de Cataluña—, y el equipo se situó entre los mejores del mundo. Asimismo, el equipo jugó tres finales de la Copa de Europa, 1 final de Recopa y 3 de la Copa del Rey. El club fue subcampeón de la Liga española 6 veces. Sin embargo, no fueron 22 años de éxitos continuados, sino que hubo diversos altibajos, con grandes éxitos y fracasos. 
Núñez, que nunca tuvo secretario técnico ni director deportivo, dirigió personalmente la política deportiva del club, despachando directamente con los entrenadores del equipo. En total tuvo 13 entrenadores, e hizo una inversión de 36 088 millones de pesetas (216,8 millones de euros) en fichajes de nuevos jugadores a lo largo de las 21 temporadas que presidió.
La gestión de Núñez, futbolísticamente hablando, puede dividirse en cuatro etapas: 
- 1978-1988: La primera década inestable.
- 1988-1994: La época dorada del Dream Team de Johan Cruyff.
- 1994-1996: La crisis de Cruyff.
- 1996-2000: La transición y el Barça de Van Gaal.

### La oposición a su gestión
El actual presidente del F. C. Barcelona, Joan Laporta, fue uno de los integrantes del grupo opositor Elefant Blau, pretendían llevar a cabo una administración diferente del club y poner fin al periodo nuñista.

## Caso Hacienda
El día 28 de julio de 2011 fue condenado a 6 años de prisión, al igual que su hijo José Luis Núñez Navarro, y a pagar una multa de dos millones de euros por el delito de cohecho —soborno— y de otros 36 000 euros de multa por falsedad documental por su implicación en el «Caso Hacienda», delitos de los que siempre se declaró inocente. La sentencia de la Audiencia Provincial de Barcelona consideró probado que Núñez, padre e hijo, sobornaron a inspectores de Hacienda con casi un millón de euros para lograr así dejar de declarar al fisco aproximadamente 13,1 millones entre 1991 y 1999. También fue condenado el asesor financiero de los Núñez, Salvador Sánchez Guiu, a seis años de prisión y 2 millones de euros de multa. La sentencia fue recurrida ante el Tribunal Supremo, por lo que no ingresaron en prisión y únicamente se acordó la retirada del pasaporte y la obligación de personarse ante el juzgado cada 15 días. El 16 de noviembre de 2014, José Luis Núñez entró en la prisión de Quatre Camins en el municipio de La Roca del Vallés, Barcelona, tras ser rebajada la condena por el delito de cohecho a dos años y dos meses, multa de 1,5 millones de euros e inhabilitación para cargos públicos durante siete años. Tras cumplir condena se reincorporó a su actividad al frente del Grupo inmobiliario Núñez y Navarro. Con posterioridad, la Agencia Tributaria efectuó de nuevo actuaciones de comprobación e investigación sobre los ejercicios incluidos en el proceso y concluyó que no hubo ningún tipo de defraudación.[cita requerida]